# Tatiana Koleva
Tatiana Koleva (Bulgaars: Татяна Колева) is een percussionist van Bulgaarse afkomst. Ze woont en werkt al vele jaren in Nederland en wordt wel beschouwd als "een van de beste marimbaspelers ter wereld".

## Biografie
Tatiana Koleva is geboren in Varna, Bulgarije. Ze woont en werkt in Nederland. Ze spant zich in om de marimba als solo-instrument te positioneren, getuige bijvoorbeeld haar solo-CD uit 2017, Songs for Marimba.
Tatiana Koleva is hoofdvakdocent slagwerk aan het Prins Claus Conservatorium in Groningen.

## Amsterdam Marimba Weekend - International Music Festival
Tatiana Koleva is oprichter en artistek leider van de tweejaarlijkse Amsterdam Marimba Weekend (AMW) die werd samen met Henny van den Abbeelen (2023 †) voor het eerst in 2014 georganiseerd. Het is nu uitgegroeid tot een internationaal evenement met deelnemers uit de hele wereld. Studenten en professionele marimba-spelers ontmoeten collega's, maken kennis met nieuwe instrumenten, wisselen ideeën uit, treden op en ontwikkelen samen nieuw repertoire in verschillende genres en stijlen. En vooral: verrassen het publiek met heel veel muziek waarin de marimba een centrale rol speelt. AMW wordt in samenwerking met Pustjens Percussion Products, georganiseerd en vaste partners zijn podia zoals Bimhuis en Orgelpark. 

## Youth Percussion Pool
Tatiana Koleva is oprichter en artistiek leider van de Youth Percussion Pool. Dit ensemble werd in 2009 door haar opgericht om getalenteerde jonge musici, zoals Kalina Vladovska een podium te geven.. Het "YPP" kreeg de prijs "Ensemble of the Year 2012" in Bulgarije. In 2019 bracht Tatiana Koleva met de Youth Percussion Pool het concertprogramma How to play the Triangle, dat bijvoorbeeld in het Amsterdamse Bimhuis en de Rotterdamse Doelen werd gegeven.

## Onderscheidingen
- 2010: "Musician of the Year 2009 of Bulgaria" (musicus van het jaar, Bulgarije)
- Op de vierde "Manhattan International Music Competition" (Internationale muziekwedstrijd van Manhattan) in juni 2019 behaalde Tatiana Koleva een gouden medaille. Ze deed mee met haar eigen compositie en met stukken die speciaal voor haar geschreven waren.[3]

## Discografie
- 2004: Knock on Wood. Werk van o.a. Louis Andriessen, Chiel Meijering, Martijn Padding, Roderik de Man en Donnacha Dennehy. NovaLinia Records TK0401.[4]
- 2008: No Sugar Added. Werk van o.a. JacobTV (Jacob ter Veldhuis), Duke Ellington, Dimitar Bodurov, Ron Ford en Bill Evans. Met Rutger van Otterloo (saxofoon). NovaLinia Records TK 0802.
- 2010: Music for Organ and Percussion. Werk van o.a. William Bolcom, Wolfgang Rihm, Sofia Goebaidoelina, Hans Koolmees en JacobTV. Met Jan Hage (orgel). Orgelpark Records 007-2010.
- 2017: Songs for Marimba. Attaca 2017153 (nr. 15 in de "langzamerhand legendarische"[5] reeks "Ladder of Escape".[6] Met: Tatiana Koleva – marimba / percussie, zang, Rutger van Otterloo – saxofoon, percussie, Joeke Hoekstra – percussie, Mihaly Kaszas – pauken, Florian Magnus Maier – (handen)klappen en de Youth Percussion Pool (Edwin van der Wolf, Simon Haakmeester, Coen Dijkstra en Pieter Mark Kamminga).[7] Op de CD staan de volgende zeven stukken:
  - 'In a Landscape,'  John Cage, arrangement Tatiana Koleva
  - 'Soleá,' Florian Magnus Maier
  - 'Every Step a Dream,' Albert van Veenendaal
  - 'Nacho,' David Dramm
  - 'Dances of Earth and Fire,' Peter Klatzow
  - 'Barracuda Septet,' JacobTV, arrangement Ana Mihajlovic
  - 'Way Home,' Tatiana Koleva
- 2019: Genesis. Muziek van Martin Georgiev. Met het Bulgaars Nationaal Radio Symfonie Orkest. ICSM Records ICSM010.[8]
- 2020: Nature. Façade-Trio (1998) – Georges Aperghis met Fie Schouten, Jelte Althuis basklarinet[9][10]
- 2021: Nut Trytone Records TT0559-088. Connect4 (2020) – Evan Ziporyn; Tap-Blow-Dance4 (2020) – Hanna Kulenty met Fie Schouten, Jelte Althuis basklarinet en Eva van de Poll[11][12]